# Pielomastax tridentata
Pielomastax tridentata är en insektsart som beskrevs av Wang, Yuwen och Z. Zheng 1993. Pielomastax tridentata ingår i släktet Pielomastax och familjen Episactidae. Inga underarter finns listade i Catalogue of Life.